# Monsampolo del Tronto
Monsampolo del Tronto é uma comuna italiana da região das Marcas, província de Ascoli Piceno, com cerca de 3 995 habitantes. Estende-se por uma área de 15 km², tendo uma densidade populacional de 266 hab/km². Faz fronteira com Acquaviva Picena, Castorano, Controguerra (TE), Monteprandone, Offida, Spinetoli.

## Demografia
| Variação demográfica do município entre 1861 e 2011                               |
|                                                                                   |
| Fonte: Istituto Nazionale di Statistica (ISTAT) - Elaboração gráfica da Wikipedia |